# Hephaestus Rupēs
Le Hephaestus Rupēs sono una struttura geologica della superficie di Marte.